# 17815 Кулавік
17815 Кулавік (17815 Kulawik) — астероїд головного поясу, відкритий 31 березня 1998 року.
Тіссеранів параметр щодо Юпітера — 3,527.